# Les Voyages de l'âme
Albums de Alcest
Le Secret
(2011) Shelter
(2014)
Les Voyages de l'Âme est le troisième album studio d'Alcest, sorti le 6 janvier 2012 sous le label Prophecy Productions. La première chanson de l'album, Autre temps, est également publiée en tant que single avec un clip vidéo,.

## Liste des titres
Toutes les paroles sont écrites par Neige excepté Nous sommes l'émeraude, écrite par Charles van Lerberghe, toute la musique est composée par Neige.
| 1.    | Autre Temps                           | 5:50 |
| 2.    | Là où naissent les couleurs nouvelles | 8:50 |
| 3.    | Les Voyages de l'âme                  | 6:56 |
| 4.    | Nous sommes l'émeraude                | 4:20 |
| 5.    | Beings of Light                       | 6:11 |
| 6.    | Faiseurs de mondes                    | 7:57 |
| 7.    | Havens                                | 2:10 |
| 8.    | Summer's Glory                        | 8:04 |
| 50:23 |                                       |      |

## Personnes ayant travaillé sur l'album
Alcest
- Neige – chanteur et choriste, guitares, basse, claviers.
- Winterhalter – batterie

Personnes extérieures au groupe
- Fursy Teyssier – pochette
- Martin "MK" Koller - production